# Misiunea Crucii Roșii Britanice din Regatul României (1916-1917)
Misiunea Crucii Roșii Britanice din Regatul României în perioada 1916-1917 a făcut parte alături de Misiunea Sanitară Franceză și Misiunea Crucii Roșii Americane, din misiunile sanitare aliate care au sprijinit din punct de vedere medical statul român, în perioada Primului Război Mondial.
Adițional față de acestea, a mai activat în Regatul României pe perioada războiului și organizația Spitalele Femeilor Scoțiene⁠(d).

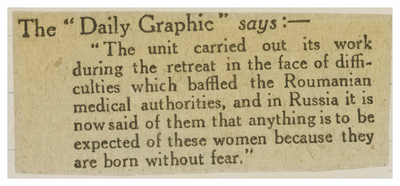
Text laudativ de presă din "Daily Graphic" (1916), cu o mențiune despre activitatea Spitalelor Femeilor Scoțiene în România și Rusia

Misiunea și-a desfășurat activitatea în perioada 1916-1917, sub conducerea lui Arthur Baker. Inițial a acționat în București și apoi la Roman, unde a activat într-un spital preluat ulterior de către Misiunea Crucii Roșii Americane, situat la parterul Spitalului „Precista Mare” și numit „Principele Mircea”. Încadrarea personalului a fost asigurată complet de britanici, dintre medici remarcându-se maiorul Dr. Duncan Fitzwilliams și căpitanul Dr. Gerald Fitzwilliams.
Printre cei care au murit de tifos exantematic s-a aflat doctorul Ian Campbell, decedat la Iași.
În decembrie 1917, misiunea a fost retrasă din România.